# Kanton Soissons-Nord
Kanton Soissons-Nord (fr. Canton de Soissons-Nord) byl francouzský kanton v departementu Aisne v regionu Pikardie. Tvořilo ho 11 obcí. Zrušen byl po reformě kantonů 2014.

## Obce kantonu
- Chavigny
- Crouy
- Cuffies
- Juvigny
- Leury
- Pasly
- Pommiers
- Soissons (severní část)
- Vauxrezis
- Venizel
- Villeneuve-Saint-Germain